# Oreogeton scopifer
Oreogeton scopifer är en tvåvingeart som först beskrevs av Daniel William Coquillett 1900.  Oreogeton scopifer ingår i släktet Oreogeton och familjen Oreogetonidae.
Artens utbredningsområde är Alaska. Inga underarter finns listade i Catalogue of Life.